# Didymellaceae
Didymellaceae es una familia de hongos en el orden Pleosporales.
Estudios filogenéticos indican que algunos de los géneros más grandes de Pleosporales, en particular Phoma, han conducido a una reorganización de este orden, y muchas de las especies han sido ubicadas en esta familia.

## Taxonomía
Esta familia contiene los siguientes géneros:
- Atradidymella
- Boeremia
- Chaetopyrena
- Didymella
- Endophoma
- Leptosphaerulina
- Macroventuria
- Peyronellaea
- Phoma
- Platychora
- Stagonosporopsis